# اسپندارهای سرسان
اسپندارهای سَرسان (نام علمی: Cephalocereus) نام یک سرده از تیره کاکتوسان است.